# Themistocle Vidali
Themistocle L. Vidali (n. 1/13 martie 1872, București, România – d. 17 aprilie 1940, Ploiești, România) a fost un sculptor român, membru al familiei de sculptori Vidali.

## Familie
Tatăl lui Themistocle, Lazăr Vidali, născut la 1820 în comuna Isternia (insula greacă Tinos), a ajuns în România în 1882 și s-a stabilit la Ploiești. A fost primul din familie care s-a remarcat în  sculptură. La solicitarea Primăriei, el a întocmit schița  necesară înălțării unei statui ecvestre a domnitorului  Mihai Viteazul. Din cauza împrejurărilor nefavorabile, proiectul, la care ar fi urmat să participe și sculptorul francez Carpeaux, nu s-a realizat.

## Studii
În 1886, Themistocle Vidali și-a finalizat cursurile primare la București și Ploiești. A urmat apoi Școala Comercială - Ploiești (1887-1890) și Școala de Belle Arte din București, secția sculptură (1890-1896). Și-a desăvârșit studiile la Academia de Arte Frumoase din München, cu profesorul von Rumen (1897-1898), și la Roma (1898-1899), cu Ettore Ferrari, autorul a două cunoscute monumente din orașele București și Constanța („Ion Eliade Rădulescu” și „Ovidiu”).

## Premii
În anii 1895-1896, la Concursul de natură - sculptură (Școala de Belle Arte, București) obține medaliile de argint, clasa I și clasa a II-a, iar la concursul „Capacități de expresie”, două medalii de bronz, clasa a III-a. O altă medalie de bronz a obținut în anul școlar 1896-1897, la concursul Școlii de Belle Arte din București.
În anul 1906, la București, lucrarea  „Vise plăcute”, executată  din marmură de Carrara, a fost medaliată Honoris Causa.

## Activitate
După terminarea studiilor, în anul 1899 se întoarce la Ploiești și începe să lucreze în atelierul amenajat după modelul celor din străinătate, pe Calea Câmpinii.
Cu prilejul expoziției din 1904, organizată în Ploiești, prezintă sculpturile: „Vise plăcute”, „Pe gânduri”, „Al passegio”, „Portretul tatălui meu”, „Schița Monumentului Independenței”. Talentul de portretist l-a valorificat realizând busturile: „Alexandru Ioan Cuza” (Mărășești  și Răcăciuni - 1908 și 1912), „Radu Stanian” (Ploiești) și „Gh. Badea Cârțan”.
Bustul lui Radu Stanian a fost ridicat în anul 1902. Acesta era unul dintre cei mai apreciați avocați, primari și politicieni născuți în Ploiești, având o activitate deosebită închinată urbei natale. Trăsăturile feței, scrie istoricul Paul D. Popescu, dau portretului un aer de siguranță, de conștiință a însemnătății sale. Amplasat pe Bulevardul Independenței, monumentul este format dintr-un soclu de granit și un bust de bronz. Pe plăcile de marmură neagră, prinse de fețele piedestalului, sunt prezente inscripțiile: „Lui Radu Stanian, fost primar și deputat”, „Cetățenii ploieșteni și prahoveni”, „Onoare cetățeanului patriot” și „Ridicat în anul 1902”.

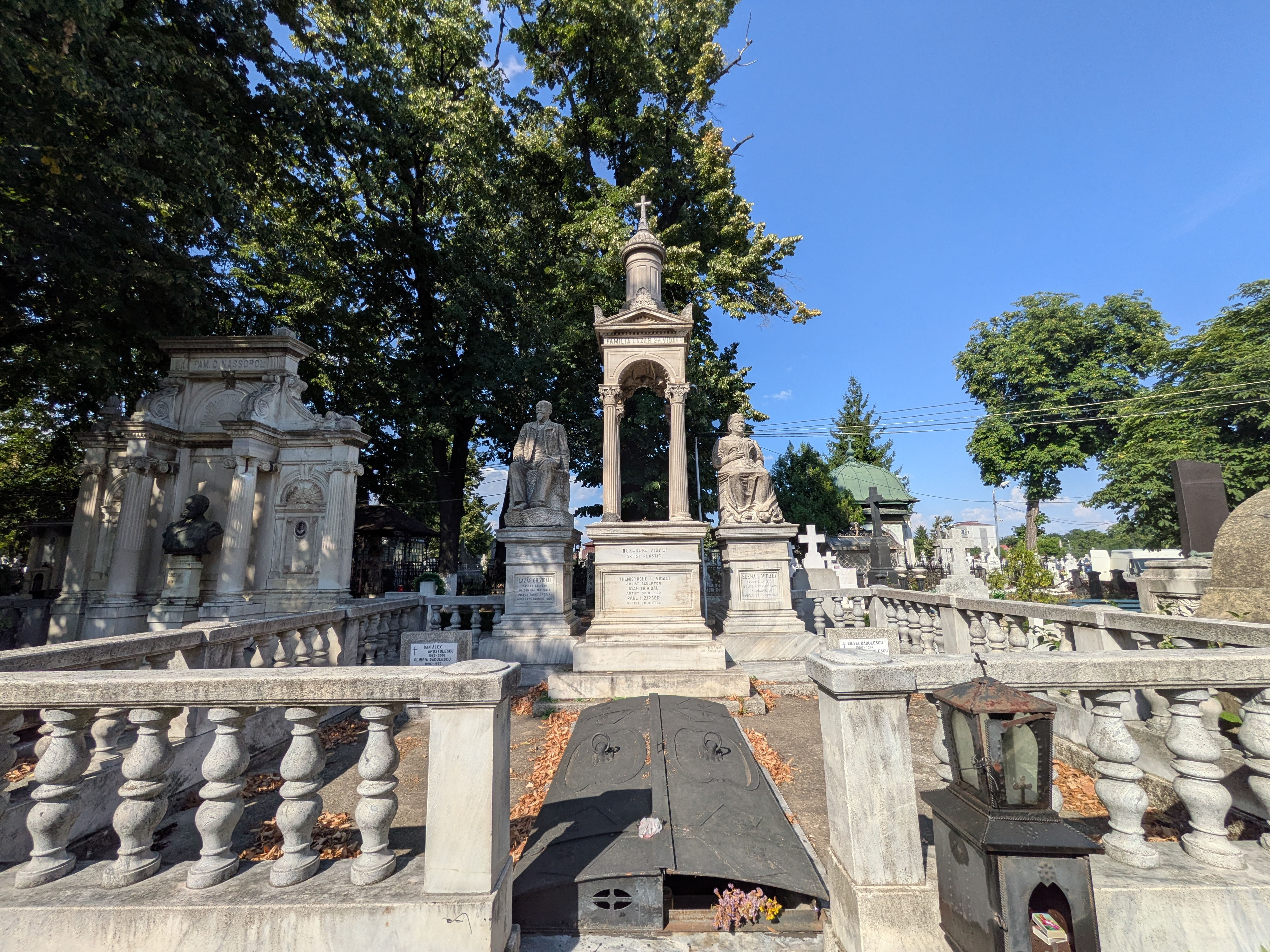
Monumentul funerar al familiei Vidali de la cimitirul Viişoara.

Themistocle Vidali a executat și sculptură funerară, în special la cimitirul Viișoara. Pentru acest tip de monumente (comandate de personalități ale orașului Ploiești) folosea marmură de Carrara, de Rușchița și granit din Suedia. Un astfel de exemplu a fost monumentul în memoria lui Temelie Dinescu, ridicat pe mormântul acestuia din cimitirul Viișoara din Ploiești. Temelie Dinescu (1834-1904) a fost primar al orașului, membru al Camerei de Comerț, al Consiliului județean, cavaler al ordinului „Coroana României”. De menționat că fiica politicianului, Ecaterina, s-a  căsătorit cu scriitorul I. A. Basarabescu. Monumentul ridicat în cimitirul Viișoara reda fidel fizionomia primarului conservator. Bustul era așezat pe un soclu înalt, realizat din marmură neagră, însă a fost furat de persoane necunoscute în anul 2022.
Monumentul funerar al familiei Lazăr Gh. Vidali este un omagiu adus de Themistocle Vidali părinților săi, Lazăr și Elena Vidali. Mama sculptorului, născută la 1841 în comuna Cic-Sân-Micloș, avea origini transilvănene.
Întru amintirea eroilor căzuți în Primul Război Mondial, Themistocle Vidali a ridicat monumente în multe localități prahovene: Măneciu Pământeni - monument inaugurat pe 29 iunie 1923, în prezența fanfarei Regimentului 32 „Mircea Vodă”, Puchenii Moșneni (inaugurat în luna martie 1920, în curtea Bisericii Sfântul Nicolae), Puchenii Crainici, înălțat în 1921 lângă biserica pictată de Nicolae Grigorescu (despre importanța evenimentului, la inaugurare au vorbit D. Vasilescu, reprezentat al Prefecturii, Costache Petrescu, revizor școlar și preotul Constantinescu). Alte monumente care străjuiesc amintirea eroilor, dar și a sculptorului, au fost înălțate la Pietroșani, Poiana Vărbilău, Măgureni, Râncezi, Homorâciu, Florești, Bucov, Nedelea, Hârsa.
În anul 1934, Themistocle Vidali a restaurat „Statuia Libertății” și a amplasat-o în fața Primăriei. 
S-a stins din viață la 17 martie 1940.
Fiul său, sculptorul Ioan Th. Vidali (născut la 12 iulie 1906), a executat  sculptură funerară și plăci comemorative, a restaurat Monumentul Vânătorilor din Ploiești și a executat  soclul pe care a fost așezat bustul lui Caragiale, operă a sculptorilor Gheorghe Damian și Gheorghe Coman.